# Mandrake Root
Mandrake Root – utwór zespołu Deep Purple, zamieszczona na ich debiutanckim albumie Shades of Deep Purple. Tytuł nawiązuje zarówno do halucynogennych roślin mandragory, jak również do nazwy zespołu Mandragora, który Ritchie Blackmore próbował tworzyć w Niemczech, przed przystąpieniem do Deep Purple.
Obok „Hush” i „Wring That Neck”, „Mandrake root” jest jednym z bardziej znanych utworów zespołu z epoki Mark I (1968–1969).